# Белва (Західна Вірджинія)
Белва (англ. Belva) — переписна місцевість (CDP) в США, в округах Ніколас і Фаєтт штату Західна Вірджинія. Населення — 78 осіб (2020).

## Географія
Белва розташована за координатами 38°13′56″ пн. ш. 81°11′26″ зх. д. / 38.23222° пн. ш. 81.19056° зх. д. (38.232106, -81.190544).  За даними Бюро перепису населення США в 2010 році переписна місцевість мала площу 0,42 км², з яких 0,35 км² — суходіл та 0,06 км² — водойми.

## Демографія
Згідно з переписом 2010 року, у переписній місцевості мешкало 95 осіб у 41 домогосподарстві у складі 28 родин. Густота населення становила 227 осіб/км².  Було 44 помешкання (105/км²).
Расовий склад населення:
| - 98,9 % — білих - 1,1 % — корінних американців |

До двох чи більше рас належало 0,0 %. Частка іспаномовних становила 0,0 % від усіх жителів.
За віковим діапазоном населення розподілялося таким чином: 20,0 % — особи молодші 18 років, 58,9 % — особи у віці 18—64 років, 21,1 % — особи у віці 65 років та старші. Медіана віку мешканця становила 50,8 року. На 100 осіб жіночої статі у переписній місцевості припадало 86,3 чоловіків;  на 100 жінок у віці від 18 років та старших — 105,4 чоловіків також старших 18 років.
Середній дохід на одне домашнє господарство  становив 36 777 доларів США (медіана — 36 375), а середній дохід на одну сім'ю — 45 024 долари (медіана — 39 063). 
Цивільне працевлаштоване населення становило 24 особи. Основні галузі зайнятості: публічна адміністрація — 70,8 %, сільське господарство, лісництво, риболовля — 29,2 %.